# Quận Montezuma, Colorado
Quận Montezuma là một quận thuộc tiểu bang Colorado, Hoa Kỳ.
Quận này được đặt tên theo Moctezuma II. Theo điều tra dân số của Cục điều tra dân số Hoa Kỳ năm 2010, quận có dân số 25535 người. Quận lỵ đóng ở Cortez.

## Địa lý
Theo Cục điều tra dân số Hoa Kỳ, quận có diện tích 5284 km2, trong đó có 28 km2 là diện tích mặt nước.